# Transport logistic

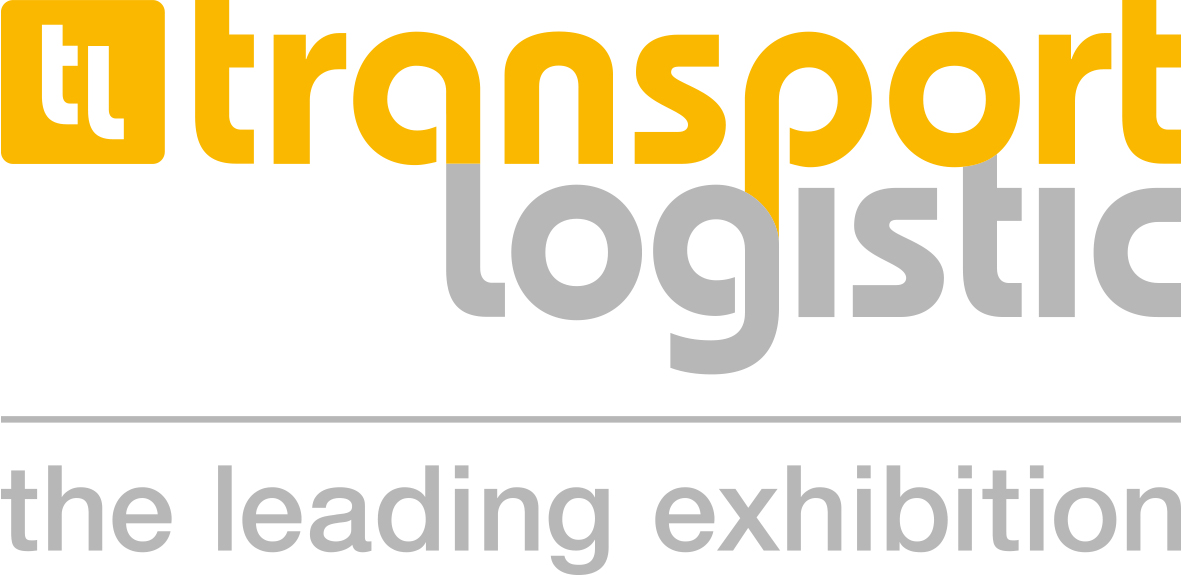
transport logistic Logo

Die transport logistic ist die weltweit größte Fachmesse für Logistik, Mobilität, IT und Supply Chain Management und findet alle zwei Jahre statt. Organisator und Gastgeber ist die Messe München.
Integraler Bestandteil ist die internationale Fachkonferenz und Ausstellung „air cargo Europe“, welche sich besonders an die Luftfracht-Branche richtet.
Die nächste Ausgabe der Veranstaltung findet im Jahr 2027 vom 26. bis 29. April statt.

## Konzept
Die Ausstellungsbereiche bilden die gesamte Wertschöpfungskette ab:
- IT, Telematik, E-Business und Telekommunikation
- Intralogistik, Warehouse Management Systeme, Auto-ID und Verpackungen
- Ausrüstung für den Güterverkehr
- Dienstleistungen, Güterverkehr und Logistik

Die detaillierte Branchengliederung ist im Angebotsspektrum auf der Website der Messe festgehalten.
Auf der transport logistic 2025 präsentierten sich 2.722 Aussteller aus 73 Ländern und Regionen. Der Anteil internationaler Aussteller lag bei 60 Prozent und damit so hoch wie noch nie. Die Besucheranzahl lag bei über 77.000 Anwesenden aus über 135 Ländern. Mit insgesamt 150.000 Quadratmetern Ausstellungsfläche auf erstmals zwölf Hallen, waren diese, das Freigelände der Messe München und die Gleisanlage komplett ausgebucht. Für Fachbesucher und Aussteller gibt es ein Konferenzprogramm, bei dem aktuelle und zukunftsweisende Branchenthemen diskutiert werden. 

## transport logistic weltweit
Das internationale Branchennetzwerk der transport logistic exhibitions besteht aus verschiedenen Veranstaltungen auf vier Kontinenten. Im Wechsel zur internationalen Leitmesse transport logistic in München findet alle zwei Jahre die transport logistic China in Shanghai, China statt. In der Türkei richten Messe München und EKO Fair Limited jährlich die logitrans International Transport Logistics Exhibition in Istanbul aus. In den USA organisiert die Messe München die transport logistic Americas die parallel zur air cargo Americas in Zusammenarbeit mit dem World Trade Center Miami läuft. Seit November 2023 wird die transport logistic Southeast Asia in Singapur alle zwei Jahre durchgeführt.  
Auf allen Messen spielt der air cargo-Bereich eine wesentliche Rolle. Als Teil der transport logistic in München ist die air cargo Europe der weltweit größte Branchentreff für die Entscheider der Luftfrachtindustrie. In Asien sind die air cargo China und air cargo Southeast Asia Teil der entsprechenden transport logistic Veranstaltung. Dazu kommen als eigenständige Messen die air cargo India und die air cargo Africa. Ab 2025 werden beide um den multimodalen Ansatz erweitert und zu den Messen transport logistic India und transport logistic Africa ausgebaut. 
| Bezeichnung                       | Land        | Ort                                               | Turnus       |
| transport logistic                | Deutschland | Trade Fair Centre, Messe München                  | alle 2 Jahre |
| transport logistic India          | Indien      | Jio World Convention Centre BKC, Mumbai           | alle 2 Jahre |
| logitrans Türkiye                 | Türkei      | Avrasya Show und Art Center in Yenikapi, Istanbul | jährlich     |
| transport logistic Africa         | Kenia       | Sarit Expo Centre, Nairobi                        | alle 2 Jahre |
| transport logistic Southeast Asia | Singapur    | Marina Bay Sands Expo-and-Convention-Center       | alle 2 Jahre |
| transport logistic Americas       | USA         | Miami Beach Convention Center                     | alle 2 Jahre |
| transport logistic China          | China       | Shanghai New International Expo Center (SNIEC)    | alle 2 Jahre |